# Marpesia egina
Marpesia egina är en fjärilsart som beskrevs av Bates 1865. Marpesia egina ingår i släktet Marpesia och familjen praktfjärilar. Inga underarter finns listade i Catalogue of Life.